# Finning
Finning er en kommune i Landkreis Landsberg am Lech, Regierungsbezirk Oberbayern i den tyske delstat Bayern. Den er en del af Verwaltungsgemeinschaft Windach.

## Geografi
Finning ligger i Region München, nord for dæmningen Windachspeicher, og 4 kilometer fra Ammersee.
I kommunen ligger landsbyerne Entraching, Oberfinning og Unterfinning.